# Phasganocnema melanianthe
Phasganocnema melanianthe är en skalbaggsart som först beskrevs av White 1853.  Phasganocnema melanianthe ingår i släktet Phasganocnema och familjen långhorningar.
Artens utbredningsområde är:
- Lesotho.
- Malawi.
- Moçambique.
- Swaziland.
- Zimbabwe.

Inga underarter finns listade i Catalogue of Life.